# Socrates (Film)
Socrates ist ein Filmdrama von Alexandre Moratto, das am 21. September 2018 im Rahmen des Los Angeles Film Festivals seine  Premiere feierte.

## Handlung
Nach dem Tod seiner Mutter ist der 15-jährige Sócrates in der Hafenstadt Santos auf sich alleine gestellt. Auch als ihm das noch ausstehendes Gehalt seiner Mutter verweigert wird und er die Miete daraufhin nicht mehr zahlen kann, gibt er die Hoffnung auf ein besseres Leben nicht auf. Neben der extremen Armut hat Sócrates auch mit Homophobie in der Gesellschaft zu kämpfen.

## Produktion
Es handelt sich bei dem Film um das Regie- und Drehbuchdebüt von Alexandre Moratto. Er schrieb das Drehbuch gemeinsam mit Thayná Mantesso und realisierte seinen Film mit einem Mini-Budget von 20.000 US-Dollar. Die Dreharbeiten fanden in Santos statt. Als Kameramann fungierte João Gabriel de Queiroz. Die Rollen besetzte er mit Teenagern aus dem Sozialprojekt Querô Institute in Santos. 
Der Film feierte am 21. September 2018 beim Los Angeles Film Festival seine Premiere. Am 20. August 2019 wurde er in den USA als VoD veröffentlicht werden. Die Deutschlandpremiere des Films fand am 31. August 2019 im Rahmen des queerfilmfestivals in München statt.

## Rezeption

### Kritiken
Der Film konnte bislang 90 Prozent der Kritiker bei Rotten Tomatoes überzeugen.

### Auszeichnungen (Auswahl)
GLAAD Media Awards 2020
- Nominierung als Bester Film – Limited Release[4]

Los Angeles Film Festival 2018
- Nominierung als Bester Film für den World Fiction Award (Alexandre Moratto)

Independent Spirit Awards 2019
- Nominierung als Bester Hauptdarsteller (Christian Malheiros)
- Nominierung für den John Cassavetes Award
- Auszeichnung mit dem Someone to Watch Award (Alexandre Moratto)

Internationales Filmfestival Mannheim-Heidelberg 2018
- Auszeichnung als Bester Darsteller mit dem Spezialpreis der Jury (Christian Malheiros)

Miami Film Festival 2019
- Auszeichnung mit dem Jordan Ressler First Feature Award (Alexandre Moratto)[5]